# Altstadt (Magdeburg)

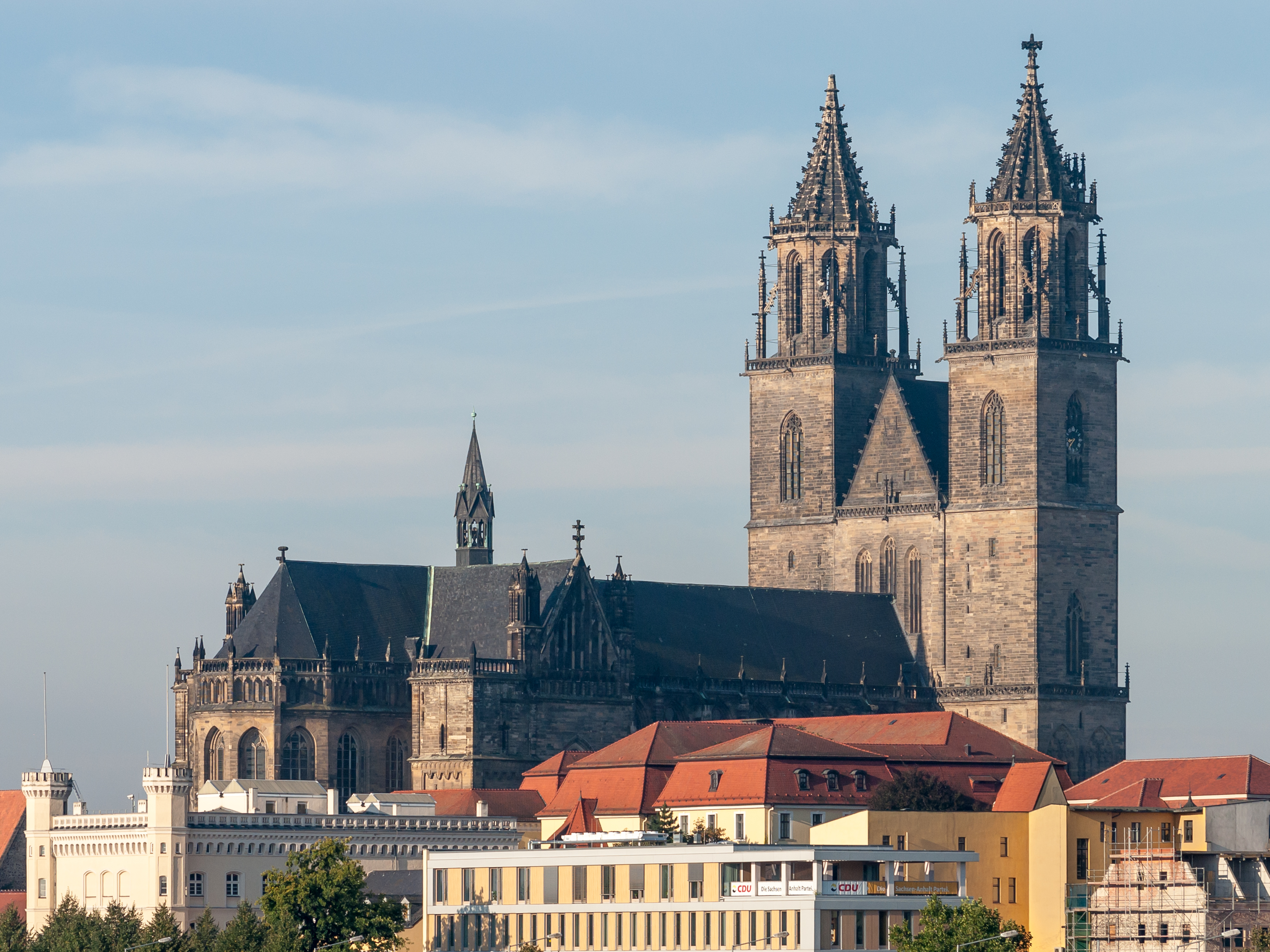
Magdeburger Dom

Altstadt ist ein Stadtteil von Magdeburg, der Wohngebiete, Handel und das sachsen-anhaltische Regierungsviertel umfasst. Auf einer Fläche von 3,769 km² leben 16.453 Einwohner (Stand: 31. Dezember 2021).

## Geographie
Der Stadtteil Altstadt liegt im Zentrum Magdeburgs. Er wird im Norden von der Walther-Rathenau-Straße (B1), im Westen durch die Bahnanlagen und alte Festungsanlagen (Glacis), im Süden durch die Steuben-Allee und Erich-Weinert-Straße sowie im Osten durch die Stromelbe begrenzt.
Angrenzende Stadtteile sind die Alte Neustadt (Norden), Stadtfeld Ost (Westen), Leipziger Straße (Südwesten), Buckau (Südosten) und auf der anderen Elbseite Werder (Osten). Die Altstadt kann man grob in Nord und Süd teilen, wobei beide Teile in Ost-West-Richtung von der Ernst-Reuter-Allee getrennt werden. Durch die Altstadt läuft in Nord-Süd-Richtung der Breite Weg.

## Infrastruktur
Die Altstadt ist heute im nördlichen Teil von Plattenbauten und Geschäftshäusern geprägt, in der Mitte von Einkaufszentren und öffentlichen Einrichtungen. Im südlichen Teil der Altstadt vom Domplatz bis zur Steuben-Allee existiert ein großes Altbauviertel mit Gründerzeit-Häusern und Barock-Stil. Als besonders herausragend sind hier die Hegelstraße und der Hasselbachplatz zu nennen. Des Weiteren hat das Regierungsviertel mit Staatskanzlei, Landtag und Fraktionsgeschäftsstellen seinen Sitz am Domplatz und seiner Umgebung. Ebenfalls am Domplatz ist die Grüne Zitadelle von Magdeburg zu finden, das letzte große Hundertwasserhaus, welches im Herbst 2005 eingeweiht wurde.
Alle neun Magdeburger Straßenbahnlinien (tagsüber), sowie alle fünf Nachtlinien führen entweder in Nord-Süd oder in Ost-West-Richtung durch die Altstadt, ebenso die meisten Buslinien. Vom Magdeburger Ring, der sogenannten „Tangente“ (B71) führen fünf Abfahrten ins Zentrum.
Der Altstadtbereich weist fünf große Verkehrsmagistralen auf: zwei in Ost-West-Richtung und drei in Nord-Süd: In der Mitte verläuft von Norden nach Süden der Breite Weg, der im Nordteil eine Fußgängerzone ist. Westlich vom Breiten Weg verläuft die Otto-von-Guericke-Straße ebenfalls von Nord nach Süd. Beide Straßen beginnen am Universitätsplatz und münden am Hasselbachplatz. Östlich verläuft am Elbufer parallel das Schleinufer, welches das Zentrum vom Autoverkehr stark entlastet.
In Ost-West-Richtung verläuft die Ernst-Reuter-Allee, welche die Altstadt in Nord und Süd teilt. Am nördlichen Rand begrenzt die Walther-Rathenau-Straße (B1) die Altstadt.

## Wirtschaft
Die Innenstadt Magdeburgs wird von drei großen Einkaufszentren geprägt: dem Allee-Center, dem City Carré und dem Ulrichshaus. Die Altstadt hat trotz der großen Einkaufszentren in den Außengebieten, am Stadtrand und der Autobahn eine inzwischen deutliche Anziehungskraft für das Einkaufen gewonnen. Die Wiederbelebung des Breiten Weges als ehemals bedeutende Pracht- und Einkaufsstraße hat seit 2000 zwar Fortschritte gemacht, diese wurden aber von der Ausweitung des Allee-Centers mit einem dritten Geschoss weitgehend konterkariert. Vom Universitätsplatz bis zum Hasselbachplatz ziehen sich dennoch über rund 2,2 Kilometer verschiedenste Geschäfte und Kaufhäuser, wobei auch ein gewisser Leerstand zu verzeichnen ist, insbesondere in der Nähe des Universitätsplatzes.

## Kultur

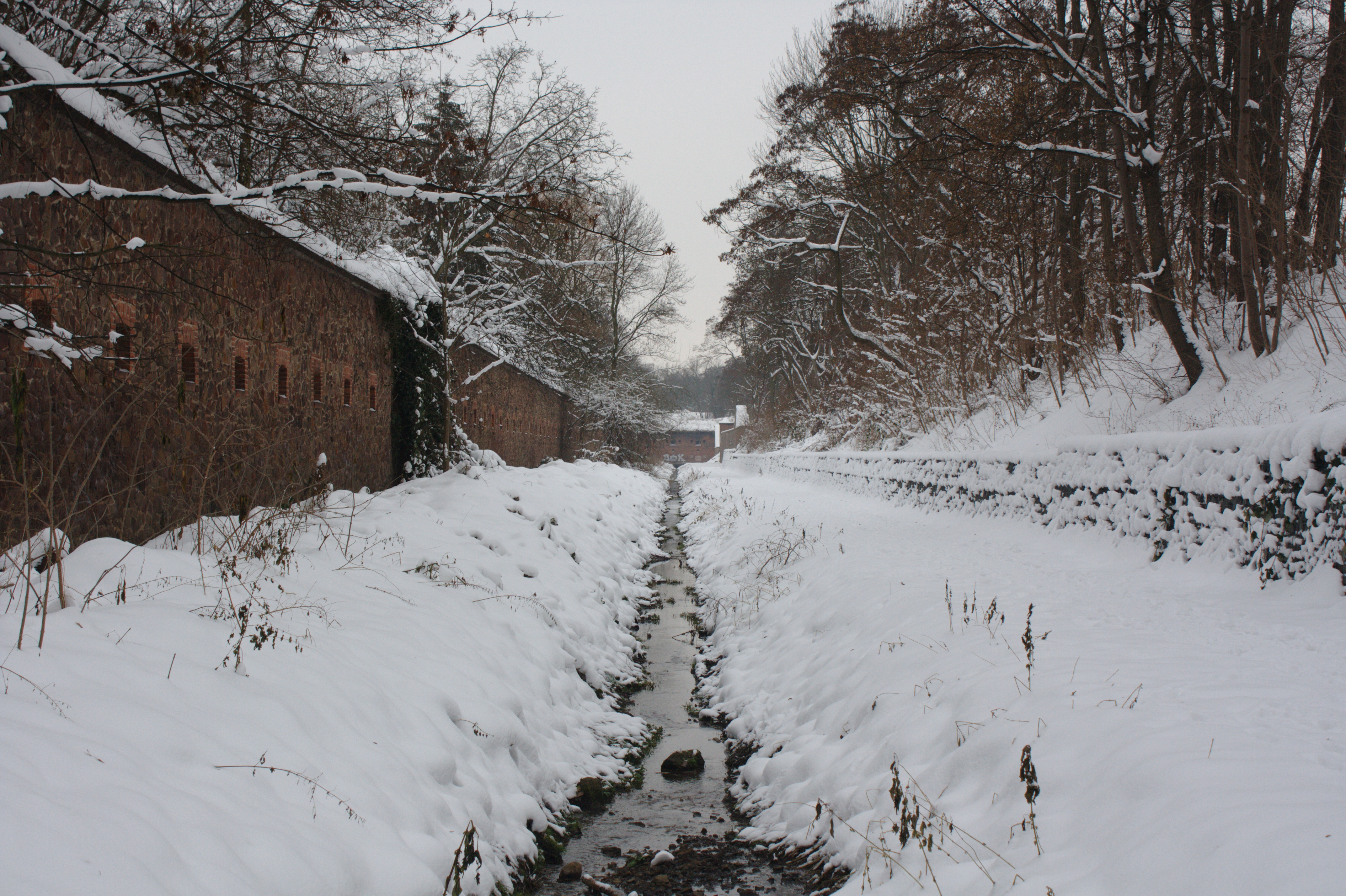
Künette

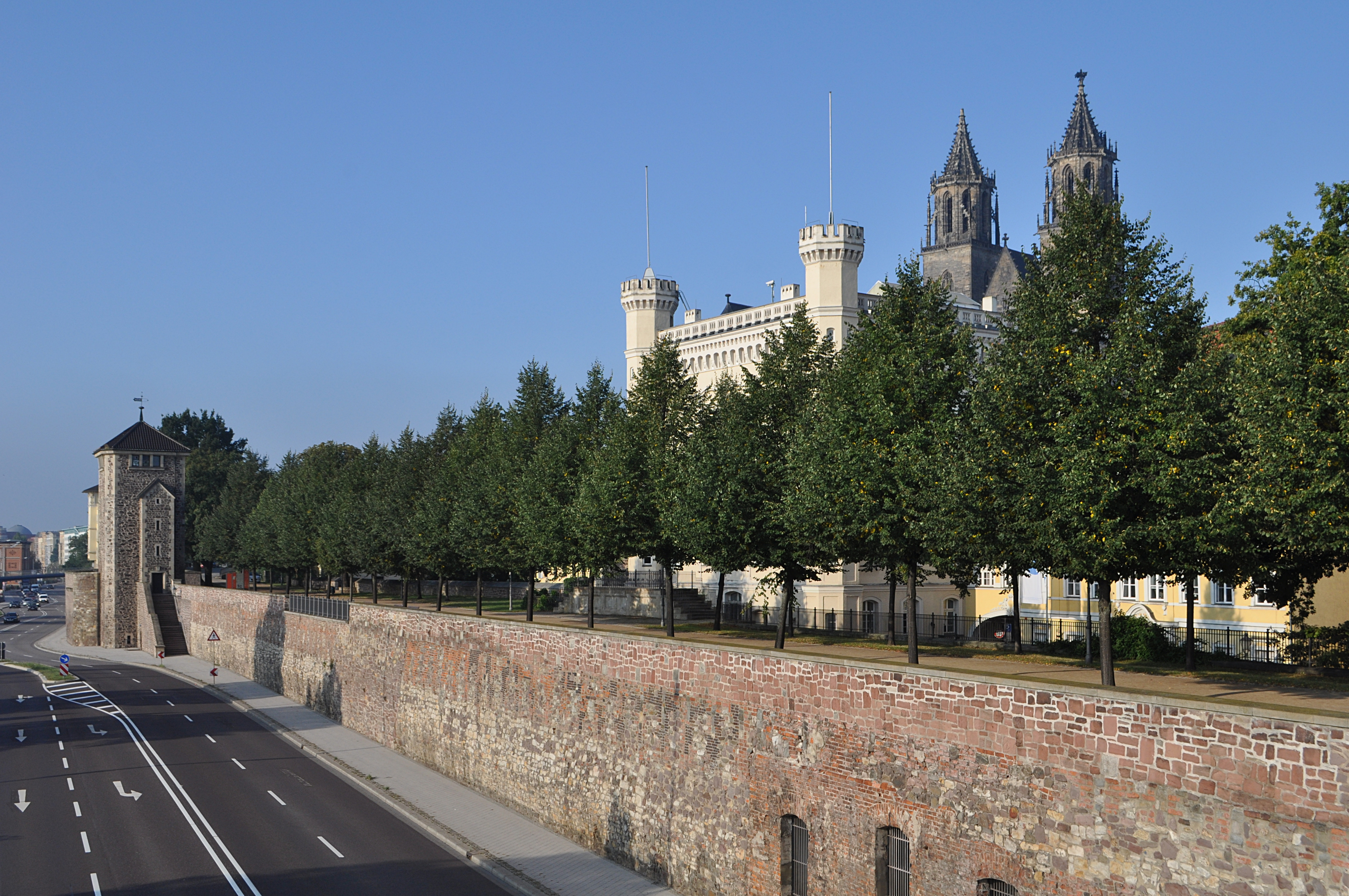
Die alte Stadtmauer mit dem Fürstenwall

Die Altstadt bietet ein breites Angebot an kulturellen Einrichtungen. Das Theater Magdeburg ist sowohl mit dem Opernhaus am Universitätsplatz wie dem Schauspielhaus am Friedensplatz präsent. In der Leiterstraße befindet sich das bekannte politische Kabarett „Zwickmühle“. Um den Hasselbachplatz herum hat sich seit dem Jahr 2000 eine vielfältige und große Kneipen- und Barszene entwickelt, die auch überregional Publikum anzieht. Inzwischen belebt sich auch die zentrale Gegend um den Domplatz mit dem Magdeburger Hundertwasser-Haus, der Grünen Zitadelle, sowie einem kleinen Geschäfts- und Bürokomplex. Außerdem wurde die alte Hauptpost gegenüber dem Dom im Jahr 2007 zum Justizzentrum Magdeburg umgebaut. Am Willy-Brandt-Platz (Hauptbahnhof) befindet sich einer der beiden großen Kinokomplexe der Stadt. Die Kaserne Mark im Norden des Stadtteils dient als Veranstaltungszentrum für viele Kulturveranstaltungen.
Verschiedene Parks und parkähnliche Anlagen verleihen der Altstadt ein grünes Gesicht: Hegelpark, Fürstenwall, Klosterbergegarten (eigentlich schon außerhalb der Altstadt, gehört aber infrastrukturell dazu), Park an der Schellingstraße, das Glacis und die Künette (alte Stadtmaueranlagen Richtung Westen an den Hauptbahnhofs-Anlagen), Garten der Möllenvogtei, Hohepfortewall und Petriförder.
Am Hohepfortewall wird die Festung Mark, ehemals nördliche Verteidigungsfestung der Stadt im 19. Jahrhundert, zu einem Kulturzentrum ausgebaut.

## Sehenswürdigkeiten

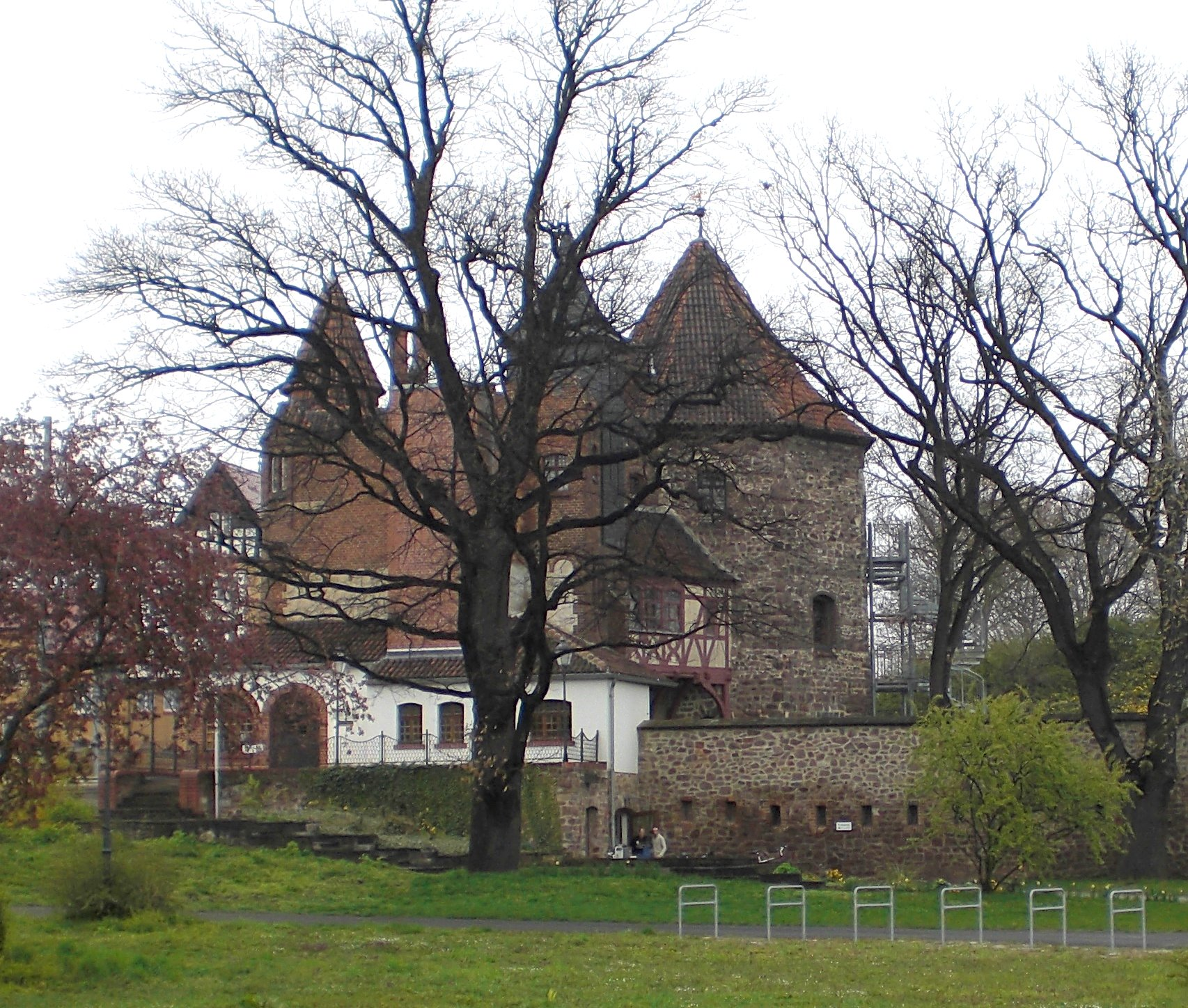
Lukasklause

Die im Stadtteil vorhandenen Kulturdenkmale sind im örtlichen Denkmalverzeichnis aufgeführt.
Besonders bemerkenswerte Anlagen sind:
- Aerobiont I, Plastik am Hasselbachplatz
- Alter Markt
- Ausfahrt an der Möllenvogtei, spätgotisches Stadttor
- Domplatz
- Eisenbarthbrunnen
- Faunbrunnen
- Fürstenwall
- Grüne Zitadelle
- Hasselbachplatz
- Hegelstraße
- Johanniskirche
- Kaserne Mark
- Kathedrale St. Sebastian, Hauptkirche des Bistums Magdeburg
- Kiek in de Köken, alter Wehrturm
- Kloster Unser Lieben Frauen
- Lukasklause, alter Wehrturm
- Lutherdenkmal
- Magdeburger Dom
- Magdeburger Reiter
- Magdeburger Roland
- Mahnmal für die Magdeburger Widerstandskämpfer
- St. Petri
- Remtergang
- Skulpturenpark Magdeburg
- Sternbrücke
- Südliches Eisenbahnfestungstor, Reste des ältesten Eisenbahnfestungstores in Deutschland
- Tatarenturm, alter Wehrturm
- Turm hinter der Ausfahrt der Möllenvogtei, alter Wehrturm
- Vacanz, Plastik auf dem Friedensplatz
- Wallonerkirche
- Reste der Wallfahrtskapelle zum Ölberg
- Wasserturm der Hubbrücke Magdeburg

Abgegangene Bauwerke:
- Türkenturm (Magdeburg)